# Troppi clienti
Troppi clienti (titolo originale Too Many Clients) è il ventitreesimo romanzo giallo di Rex Stout con Nero Wolfe protagonista.

## Trama
Un uomo identificatosi come Thomas Yeager, capo della Continental Plastics, chiede ad Archie di accertarsi se sia veramente seguito quando visita un appartamento situato in uno dei peggiori quartieri di New York. Quando il cadavere di Yeager viene ritrovato in un cantiere attiguo all'appartamento, Archie ne varca la soglia per trovarsi in un nido d'amore dove Yeager intratteneva segretamente diverse donne. Archie scopre che l'uomo che si è presentato in casa di Wolfe spacciandosi per Yeager era in realtà un impostore. Poiché il conto in banca di Wolfe è in condizioni critiche, l'investigatore cerca di sfruttare la situazione per procurarsi un cliente disposto a pagarlo per scoprire l'assassino di Yeager; Archie si mette all'opera, ma troverà che avere troppi clienti è peggio che non averne nessuno.

### Personaggi principali
- Nero Wolfe: investigatore privato
- Archie Goodwin: suo assistente
- Saul Panzer: collaboratore di Wolfe
- Fred Durkin: collaboratore di Wolfe
- Thomas G. Yaeger: un cadavere scomodo
- Signora Yaeger: vedova di Thomas
- Julia McGee: ex-segretaria di Yaeger
- Benedict Aiken: presidente della Plastic Products
- Austin Hough: professore universitario
- Dinah Hough: moglie di Austin
- Cesar Perez: portiere di casa Yaeger
- Signora Perez: moglie di Cesar
- Maria Perez: figlia di Cesar
- Meg Duncan: attrice
- Cramer: Ispettore della polizia di New York
- Purley Stebbins: sergente della polizia di New York

## Critica
"Troppi clienti (1960) è un mystery di nero Wolfe relativamente minore. Ha un'introduzione interessante (capitoli 1, 2) che esamina un mistero relativo a un pedinamento. [...] Stout esplora molti approcci diversi a questo pedinamento. Forma una analisi logica di come si potrebbe svolgere il pedinamento e di come se ne potrebbero ottenere dei risultati.[...] Perché il pedinamento viene ordinato dal cliente? È un mistero. E il pedinamento inaspettatamente conduce a un secondo mistero (fine del capitolo 2). Questi due misteri sono probabilmente collegati, parte di un unico, più grande, enigma. Sfortunatamente, questo enigma giunge a una deludente non-soluzione, o piuttosto anti-soluzione (capitolo 10).[...] Sezioni successive (capitolo 3) si svolgono in una casa con un appartamento riccamente decorato. Il décor enfatizza i colori giallo e rosso, come nell'ufficio di Nero Wolfe. La casa potrebbe essere una specie di cupa parodia della casa di arenaria di Wolfe.

Problemi. Dopo questa apertura, il libro diventa molto meno interessante. Molto del materiale successivo ai capitoli di apertura è sordido. La parte peggiore è un incontro sinistro (prima parte del capitolo 14). Stout avrebbe dovuto resistere a tutti i costi alla tentazione di scriverlo. È apparentemente l'opposto del suo trattamento progressivo e femminista di argomenti simili in racconti come Nero Wolfe non abbaia ma morde e L'enigma della pistola".

## Edizioni
- Rex Stout, Troppi clienti, traduzione di Laura Grimaldi, collana I Classici del Giallo (n. 324), Arnoldo Mondadori Editore, 1979,  p. 194.
- Rex Stout, Troppi clienti, traduzione di Laura Grimaldi, collana Il Giallo Mondadori n.654, Arnoldo Mondadori Editore, 1961.